# فرناندو رسیو
فرناندو رسیو (انگلیسی: Fernando Recio؛ زادهٔ ۱۷ دسامبر ۱۹۸۲) بازیکن فوتبال اهل اسپانیا است.
از باشگاه‌هایی که در آن بازی کرده‌است می‌توان به باشگاه ورزشی کیتچی اشاره کرد.
وی همچنین در تیم ملی فوتبال هنگ کنگ بازی کرده‌است.